# Final Fantasy VI
Final Fantasy VI (OT: jap. ファイナルファンタジーVI, Fainaru Fantajī Shikkusu) ist der sechste Teil der Videospielreihe Final Fantasy, der in Japan im April 1994 für das Super Nintendo Entertainment System (SNES) veröffentlicht wurde.

## Handlung
Final Fantasy VI spielt in einer Welt, in der Magie seit einem großen Krieg zwischen den Menschen und den mystischen Espern vor 1000 Jahren als ausgestorben gilt. Eine der Hauptfiguren ist eine junge magiebegabte Frau mit dem Namen Terra (im japanischen Original Tina) Branford, die von einem bösen Imperium gejagt wird, das ihre magischen Fähigkeiten für seine Zwecke missbrauchen will. Dabei stehen ihr nach und nach einige Gefährten zur Seite, mit denen sie sich aufmacht, um den bösen Imperator Gestahl (Ghastra) und dessen General Kefka zu besiegen. Zu ihren Begleitern zählen mitunter Lock (in der englischen Fassung Locke), Edgar, Sabin (im Original Mash), Celes, Cyan (Cayenne), Strago (Stragus), Relm, Setzer, Gau und Shadow.
Gestahl fand heraus, dass die Esper nicht ausgestorben sind, sondern sich eine eigene Welt geschaffen haben, in der sie jetzt leben. Terra kann auf natürliche Weise Magie benutzen, weil sie zur Hälfte Mensch und zur Hälfte Esper ist. Gestahl fand aber auch heraus, dass sich noch einige Esper in der Welt der Menschen aufhalten. Diese lässt er einfangen und töten, denn wenn ein Esper stirbt, wird er zu einer Substanz (Maginit genannt), die auf Menschen übertragen werden kann, damit diese Magie verwenden können. Dies hat er unter anderem an seiner Generälin Celes ausprobieren lassen. Als sich Celes vom Imperium abwendet, wird sie eingesperrt, aber von Lock gerettet. In der Folgezeit verlieben sich Celes und Lock ineinander.
Später im Spiel stellt sich heraus, dass Gestahl eigentlich hinter drei Statuen her ist, die von den Göttern erschaffen wurden und der Ursprung der Magie sein sollen. Nun wird der Imperator von seinem General Kefka getötet. Kefka bringt die Statuen an sich und verursacht eine große Naturkatastrophe, quasi einen Weltuntergang. In dieser Welt des Ruins (im Gegensatz zur vorherigen Welt der Balance) beginnt der Spieler als Celes und muss versuchen, seine Gefährten wiederzufinden und den verrückten Kefka aufzuhalten, der wie ein Gott auf seinem mit Schutt und Überresten der alten Welt gebauten Turm herrscht und ganz nach Lust und Laune heraus mit dem Zauberspruch Licht der Verurteilung das Land immer mehr verwüstet und unfruchtbar macht.

## Spielprinzip und Technik
Die Spielsteuerung ist ähnlich der der vorigen Teile, aber die Grafik hat sich entscheidend verbessert: Final Fantasy VI reizt die technischen Möglichkeiten des Super Nintendo bis an die Grenzen aus und bietet unter anderem zwei komplette Weltkarten in Mode 7.
Es gibt insgesamt 14 verschiedene spielbare Charaktere (zwei davon können nur in der Welt des Ruins gefunden werden), von denen jeder verschiedene Spezialfähigkeiten hat (ähnlich wie in Final Fantasy IV). Man kann mit maximal vier Charakteren gleichzeitig spielen, und an drei Stellen gibt es Abschnitte, in denen man mit mehreren Teams arbeiten muss. Dabei kann man zwischen ihnen hin und her schalten, um so füreinander Pfade zu öffnen und Schalter zu betätigen.
Neuerungen sind die Esper und Accessoires. Esper sind Zauberwesen, die an Spieler gekoppelt werden können, wenn man eine Esper findet. An eine Esper gekoppelt kann dieser Charakter nun durch das Bestreiten von Kämpfen Zaubersprüche lernen, die die jeweilige Esper ihm zur Verfügung stellt (Terra und Celes können aber auf natürliche Weise Magie benutzen). Außerdem ist jede Esper im Kämpfen beschwörbar und verfügt über eine Spezialattacke, die meist sehr mächtig ist, aber nur einmal pro Kampf eingesetzt werden kann. Accessoires hingegen sind besondere Gegenstände, die die Charaktere anlegen können, allerdings höchstens zwei. Sie entfalten besondere Wirkungen, zum Beispiel schützen sie ihren Träger vor Statusveränderungen oder erweitern seine Aktionsmöglichkeiten.
Im direkten Vergleich mit Final Fantasy V gibt es weniger und leichtere Endgegner. Die Entwickler richteten offenbar mehr Augenmerk auf die Präsentation der Geschichte und das Lösen von Rätseln als auf das Kämpfen.
Das Spiel bietet auch zahlreiche sogenannte Sidequests, also Aufgaben, die der Spieler lösen kann, aber nicht zwingend muss. In der Welt des Ruins ist fast alles optional, während die erste Hälfte des Spiels sehr linear abläuft.

## Produktionsnotizen

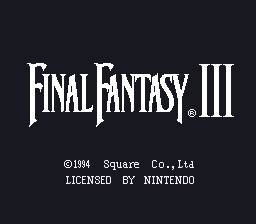
Der Vorspann der ursprünglichen nordamerikanischen Version mit dem Titel Final Fantasy III

In den USA kam das Spiel unter dem Namen Final Fantasy III auf den Markt, da die Vorgängerspiele Final Fantasy II und Final Fantasy III, welche noch für das Nintendo Entertainment System bzw. sein japanisches Pendant, den Famicom, entwickelt wurden, sowie Final Fantasy V für das Super Nintendo Entertainment System, zu jener Zeit noch nicht in den USA veröffentlicht worden waren, man aber dennoch eine Kontinuität wahren wollte. Die amerikanische Version ist bekannt für ihre sehr freie Übersetzung von Ted Woolsey, in welcher aber auch viele der Dialoge entschärft und verharmlost wurden. Die Game-Boy-Advance-Übersetzung hingegen orientiert sich mehr am japanischen Original, viele der charakteristischen Zitate der Ted-Woolsey-Übersetzung wurden für die englische Sprachausgabe jedoch beibehalten. Des Weiteren wurden in Amerika auch einige Sprites zensiert, bekannte Beispiele sind z. B. der entblößte Hintern der Esper Siren, welche in der amerikanischen Version Hotpants trägt, oder das Pub-Schild, welches zu einem harmloseren Café wurde.
Ursprünglich gab es das Spiel nur für das Super Nintendo, später erschien aber auch eine technisch schlechtere (aber grafisch komplett unzensierte) Neuauflage für die PlayStation, die um einige gerenderte Filmsequenzen erweitert wurde. Sie ist bekannt für ihre sehr lange Ladezeiten, bietet allerdings als Neuerung auch eine umfangreiche Monster-Datenbank. 2007 erschien eine Portierung für den Game Boy Advance, die zusätzliche Inhalte und eine komplett neue und weitaus umfangreichere Übersetzung auch ins Deutsche bietet.
In den USA erschien das Spiel nicht, wie in Europa und Japan, als eigenständige Neuauflage für die PlayStation, sondern wurde zusammen mit Final Fantasy V unter dem Namen Final Fantasy Anthology herausgebracht. Das amerikanische Final Fantasy Anthology entspricht also nicht dem europäischen Final Fantasy Anthology, welches sich aus den Titeln Final Fantasy IV und Final Fantasy V zusammensetzt.
Die zu Beginn gesteuerten Figuren, Biggs und Wedge, sind wiederkehrende Charaktere und eine Art Running Gag innerhalb der Spielserie. Sie haben in einigen Teilen, darunter in Final Fantasy VII und VIII, mehr oder weniger große Rollen und tauchen auch in anderen Spielen, etwa Chrono Trigger und Geheimakte 2: Puritas Cordis, und sind Hauptcharaktere in Final Fantasy IV. Die Figuren sind ihrerseits vermutlich eine Anspielung auf zwei Figuren aus Star Wars, Biggs Darklighter und Wedge Antilles.
In den Vereinigten Staaten erschien das Spiel im Oktober 1994, später auch in Europa als Neuauflage auf der PlayStation. Im Juni 2007 wurde in Europa eine Neuauflage für den Game Boy Advance veröffentlicht. Im März 2011 erschien in Deutschland die US-Version des SNES-Spiels auf der Virtual Console der Wii.